# U-20-Fußball-Weltmeisterschaft der Frauen 2010/Kolumbien
Dieser Artikel behandelt die kolumbianische U-20 Fußballnationalmannschaft der Frauen bei der U-20-Fußball-Weltmeisterschaft der Frauen 2010.

## Testspiele
Die kolumbianische Auswahl reiste frühzeitig an, um noch vor der WM in Deutschland Testspiele durchführen zu können.
Am 4. Juli besiegten die Kolumbianerinnen den Bundesligisten Bayer 04 Leverkusen mit 1:3. Das Spiel gegen den Bundesligisten Herforder SV am 8. Juli endete 0:0.

## Aufgebot
| Nr.        | Spieler                | Verein                      | Geburtsdatum  | Spiele   | Tore     | Gelbe Karten | Gelb-Rote Karten | Rote Karten |          |          |
| Torhüter   | Torhüter               | Torhüter                    | Torhüter      | Torhüter | Torhüter | Torhüter     | Torhüter         | Torhüter    | Torhüter | Torhüter |
| ---------- | ---------------------- | --------------------------- | ------------- | -------- | -------- | ------------ | ---------------- | ----------- | -------- | -------- |
| 1          | Paula Forero           | Liga de Fútbol de Bogotá    | 25. Jan. 1992 | 0        | 0        | 0            | 0                | 0           |          |          |
| 12         | Catalina Perez         | Team Boca                   | 8. Nov. 1994  | 0        | 0        | 0            | 0                | 0           |          |          |
| 21         | Alexandra Avenado      | Liga Antioqueña de Fútbol   | 23. Juli 1993 | 0        | 0        | 0            | 0                | 0           |          |          |
| Abwehr     |                        |                             |               |          |          |              |                  |             |          |          |
| 2          | Lina Taborda           | Liga de Fútbol del Quindío  | 2. Nov. 1991  | 0        | 0        | 0            | 0                | 0           |          |          |
| 3          | Natalia Gaitan Laguado | Liga de Fútbol de Bogotá    | 3. Apr. 1991  | 0        | 0        | 0            | 0                | 0           |          |          |
| 4          | Jackeline Fonseca      | Liga de Fútbol de Bogotá    | 17. Apr. 1990 | 0        | 0        | 0            | 0                | 0           |          |          |
| 13         | Yulieht Dominguez      | Liga de Fútbol del Tolima   | 6. Sep. 1993  | 0        | 0        | 0            | 0                | 0           |          |          |
| Mittelfeld |                        |                             |               |          |          |              |                  |             |          |          |
| 5          | Natalia Ariza Diaz     | Liga de Fútbol de Bogotá    | 21. Feb. 1991 | 0        | 0        | 0            | 0                | 0           |          |          |
| 6          | Daniela Montoya        | Liga de Fútbol del Quindío  | 22. Aug. 1990 | 0        | 0        | 0            | 0                | 0           |          |          |
| 8          | Paola Sanchez          | Liga de Fútbol de Bogotá    | 11. Sep. 1991 | 0        | 0        | 0            | 0                | 0           |          |          |
| 10         | Yoreli Rincon          | Liga de Fútbol de Bogotá    | 27. Juli 1993 | 0        | 0        | 0            | 0                | 0           |          |          |
| 11         | Liana Salazar          | Liga de Fútbol de Bogotá    | 16. Sep. 1992 | 0        | 0        | 0            | 0                | 0           |          |          |
| 14         | Melissa Cepeda         | Liga Vallecaucana de Fútbol | 4. Jan. 1993  | 0        | 0        | 0            | 0                | 0           |          |          |
| 15         | Tatiana Ariza Diaz     | Liga de Fútbol de Bogotá    | 21. Feb. 1991 | 0        | 0        | 0            | 0                | 0           |          |          |
| 17         | Carolina Arias         | Liga Vallecaucana de Fútbol | 2. Sep. 1990  | 0        | 0        | 0            | 0                | 0           |          |          |
| 18         | Ana Maria Montoya      | Lake Oswego SC              | 24. Sep. 1991 | 0        | 0        | 0            | 0                | 0           |          |          |
| 19         | Vanessa Aponte         | Florida Rush                | 25. Okt. 1991 | 0        | 0        | 0            | 0                | 0           |          |          |
| Angriff    |                        |                             |               |          |          |              |                  |             |          |          |
| 7          | Ingrid Vidal           | Liga Vallecaucana de Fútbol | 22. Apr. 1991 | 0        | 0        | 0            | 0                | 0           |          |          |
| 9          | Katerin Castro         | Liga de Fútbol del Tolima   | 21. Nov. 1991 | 0        | 0        | 0            | 0                | 0           |          |          |
| 16         | Lady Andrade           | Liga de Fútbol de Bogotá    | 10. Jan. 1992 | 0        | 0        | 0            | 0                | 0           |          |          |
| 20         | Melissa Ortiz          | Lynn University             | 24. Sep. 1990 | 0        | 0        | 0            | 0                | 0           |          |          |

## Vorrunde
In der Vorrunde der Weltmeisterschaft 2010 in Deutschland traf die kolumbianische U-20 Fußballnationalmannschaft der Frauen in der Gruppe A auf Frankreich, Costa Rica und Deutschland.
| Pl. | Land        | Sp. | S | U | N | Tore    | Diff. | Punkte |
| --- | ----------- | --- | - | - | - | ------- | ----- | ------ |
| 1.  | Deutschland | 3   | 3 | 0 | 0 | 011:400 | +7    | 09     |
| 2.  | Kolumbien   | 3   | 1 | 1 | 1 | 005:400 | +1    | 04     |
| 3.  | Frankreich  | 3   | 1 | 1 | 1 | 004:500 | −1    | 04     |
| 4.  | Costa Rica  | 3   | 0 | 0 | 3 | 002:900 | −7    | 0      |

- Dienstag, 13. Juli 2010, 14:30 Uhr in Bochum

 Kolumbien –  Frankreich 1:1 (0:1)
- Freitag, 16. Juli 2010, 18:00 Uhr in Bochum

 Deutschland –  Kolumbien 3:1 (1:0)
- Dienstag, 20. Juli 2010, 11:30 Uhr in Dresden

 Costa Rica –  Kolumbien 0:3 (0:2)

## Endrunde
Als Zweitplatzierter der Gruppe A qualifizierte man sich für das Viertelfinale. Dort besiegte man die schwedische Auswahl mit 2:0. Im Halbfinale unterlag die Mannschaft Nigeria mit 0:1, ebenso im kleinen Finale Südkorea.

### Viertelfinale
- Samstag, 24. Juli 2010, 11:30 Uhr in Bielefeld

 Schweden –  Kolumbien 0:2 (0:2)

### Halbfinale
- Donnerstag, 29. Juli 2010, 18:30 Uhr in Bielefeld

 Kolumbien –  Nigeria 0:1 (0:1)

### Spiel um Platz 3
- Sonntag, 1. August 2010, 12:00 Uhr in Bielefeld

 Südkorea –  Kolumbien 1:0 (0:0)